# Aura Rivas
Aura Rivas de Godoy (Mérida, Venezuela, 31 de diciembre de 1933) es una primera actriz del teatro, cine, doblaje y televisión venezolana. También es la madre de la actriz de teatro y doblaje: Citlalli Godoy: Aura Tiene una amplia trayectoria en las tablas nacionales e internacionales, además de un extenso currículo de trabajo en casi todas las áreas del quehacer dramático como cine, radio y doblaje.
Forma parte de la historia del nacimiento de la televisión en Venezuela. Ha tenido una vida intensa y llena de logros profesionales y personales, y a pesar de ser vibrante y estar muy activa en la actualidad, anhela el respeto que el gremio le merece a su edad y trayectoria profesional.

## Inicios y carrera artística
Aura Rivas comenzó su larga trayectoria como actriz cuando apenas era una joven de alrededor de 20 años, para ese entonces laboraba como oficinista en lo que fue Cartografía Nacional, bajo la dirección del maestro José Antonio Calcaño. Asimismo, asistía al Grupo de Teatro Experimental de CARNAC, donde un día alguien vio su trabajo y la invitó a participar en lo que fue la primera producción en vivo hecha por Televisa S.A, canal que más tarde cambiaría su nombre a Venevisión, allí intervino en Una Pequeña Taza de Café, historia centrada en la infancia del Libertador Simón Bolívar. Esta oportunidad le abrió paso para ese mismo año trabajar con la Televisora Nacional, en los programas Motivos Venezolanos y Teleteatro.
Para el año 1954, volvió a Televisa S.A, ahora para ser parte de producciones como Los casos del Inspector Nick, Teatro del Hogar, Telenovela de las 7, El Lente podría ser usted, Cuentos Venezolanos e Historia de mujeres. En esa época, mientras ejecutaba su oficio, conoció en el canal a un importante productor mexicano llamado Jorge Godoy, quien envolvió su corazón y sus maletas para en 1958 trasladarla a México, donde al llegar continuó sus estudios en el Instituto Nacional de Bellas Artes, con Seki Sano y en la UNAM.
Seguidamente, durante su radicación en el país de los charros, la pareja fundó el Centro Cultural Coyoacán, institución que se tornaría importante en la región sur del país para promover la vida cultural y artística en la década de los 60. 
Consecutivamente, en 1967 entró a Televisa México, para participar en la producción Gran Teatro, dirigida por Fernando Wagner. Luego, con dos hijas en brazos, Naghieli y Citlalli, el matrimonio decide retornar a Venezuela y traen consigo una carga significativa de cultura mexicana, que los hizo crear en Sabana Grande la Galería Viva México, un espacio que llegaría a ser importante durante dos décadas y por el cual transitaron ingeniosos profesionales de la plástica nacional, latinoamericana y mundial, como: Jacobo Borges, Pedro León Zapata, Roberto González, Luis Domínguez Salazar, Manuel Espinoza, Roberto Matta, Guayasamín, José Luis Cuevas, Diego Rivera, Pablo Picasso, José Clemente Orozco, entre muchos otros.
En 1982 es invitada en RCTV para formar parte del elenco del ciclo dedicado a las adaptaciones de los cuentos de Rómulo Gallegos y de la telenovela Gómez II, de José Ignacio Cabrujas. Luego participó en Pedacito de cielo y Cruz de nadie, con CTV Producciones, y en 1996 volvió a Venevisión, para realizar El perdón de los pecados, Pecado de amor y Amor mío. 
Posteriormente, regresa a Radio Caracas Televisión donde labora por 6 años, haciendo dramáticos como "Mariú", Mis 3 hermanas, Viva la Pepa, Juana, la virgen", Trapos íntimos, La Cuaima y Mujer con pantalones. 
Para el 2005 se decide por Televen, donde integra la primera y segunda serie producida por esa cadena, tituladas Guayoyo Express y El gato tuerto. Sus últimas telenovelas fueron Los misterios del amor en 2009, y "Válgame Dios" en 2011, ambas éxitos en audiencia transmitidas por Venevisión.
En 2015 actuó en la telenovela juvenil A puro corazón, encarnando el papel de Fátima Pérez.
También ha realizado doblaje en telenovelas como Xica da Silva y Doña Flor y sus dos maridos.

### En cine
En cine, Aura debutó en 1977 con el director Alfredo Lugo y su pieza Reconcomio, igualmente hizo lo propio en La matanza de Santa Bárbara, Retén de mujeres, Pandemonium, la capital del infierno, Una abuela virgen y Cheila, una casa pa' maita de Eduardo Barberena. 
Dentro de esta perspectiva, Rivas afirmó que se encuentra en las grabaciones de La Planta Insolente, nuevo film de Román Chalbaud que recrea la sociedad venezolana durante el gobierno de Cipriano Castro. Por otro lado, la trayectoria de esta primera actriz es tan amplia que en su haber destacan innumerables premios y reconocimientos, algunos de ellos son: Trofeo Ávila TV, Premio CRITVEN, Premio Municipal de Teatro, Crepúsculo Dorado, Orden Guarairarepano en su Primera Clase, Premio Juana Sujo y el Premio Nacional de Teatro 2010 por su destacada trayectoria artística.
Aura Rivas se desempeñó como primera actriz de la Compañía Nacional de Teatro, fundada en 1985 y dirigida entonces por el dramaturgo Isaac Chocrón. Durante su permanencia en esa importante institución de las tablas venezolanas, fueron especialmente reconocidos sus trabajos en los montajes de Lo que dejó la tempestad, de César Rengifo, y Salto atrás, de Leoncio Martínez.

## Filmografía

### Telenovelas
| Año         | Título                   | Cadena             | Personaje              |
| ----------- | ------------------------ | ------------------ | ---------------------- |
| 1958        | Doña Bárbara             | Televisa Venezuela | Marisela Barquero      |
| 1982        | Gómez II                 | RCTV               | Talía Gómez de Robledo |
| 1994        | Pedacito de cielo        | Marte Televisión   | Pamela Campuzano Díaz  |
| 1995        | Cruz de nadie            | Marte Televisión   | Tita                   |
| 1996        | El perdón de los pecados | Venevisión         |                        |
| 1997        | Pecado de amor           | Venevisión         | Regia de Trompiz       |
| 1997        | Amor mío                 | Venevisión         | Chichita Altamira      |
| 1999        | Mariú                    | RCTV               | Sara                   |
| 2000        | Mis 3 hermanas           | RCTV               | Ligia Díaz             |
| 2002        | Juana, la virgen         | RCTV               | Doña Azucena Pérez     |
| 2002        | Trapos íntimos           | RCTV               | Elia Morón Figuera     |
| 2003        | La Cuaima                | RCTV               | Matea Guaramato        |
| 2004        | Mujer con pantalones     | RCTV               | María Benita Guerra    |
| 2005        | Guayoyo Express          | Televen            | Chabela de Armas       |
| 2007        | El gato tuerto           | Televen            | Getulia Wachoski       |
| 2009        | Los misterios del amor   | Venevisión         | Trina                  |
| 2012        | Válgame Dios             | Venevisión         | Gumercinda López       |
| 2015 - 2016 | A puro corazón           | Televen            | Fátima Pérez           |

### Cine
- 1988, Retén de mujeres
- 2007, Una abuela virgen - Jacinta "Madre del Trompetista".
- 2008, Cómo se mata uno
- 2010, Cheila, una casa pa' maita - Abuela[5]
- 2010, Sin cobertura - Antonia
- 2016, El Amparo - Aminta

## Teatro
- 1983, Que Dios la Tenga en La Gloria
- 2011, Arráncame la vida[6]
- 2011, Implicados[7]
- 2012, 8 rubias platinadas[8]
- 2014, ¡Mátame, mamá![9]
- 2014, El coronel no tiene quien le escriba
- 2014, Bingo[10]
- 2016, Peludas en el cielo
- 2017, El pez que fuma

## Premios
| Año       | Premio                     | Categoría |
| 2008-2010 | Premio Nacional de Cultura | Teatro    |